# Lunar Strain
Lunar Strain – debiutancki album szwedzkiej melodicdeathmetalowej grupy In Flames, wydany w 1994 roku. W tym wydaniu tekst śpiewa Mikael Stanne, wokalista grupy Dark Tranquillity, który był wówczas muzykiem sesyjnym grupy In Flames.

## Lista utworów
1. "Behind Space" – 4:54
2. "Lunar Strain" – 4:05
3. "Starforsaken" – 3:09
4. "Dreamscape" – 3:45
5. "Everlost (Part 1)" – 4:16
6. "Everlost (Part 2)" – 2:58
7. "Hårgalåten" – 2:26
8. "In Flames" – 5:33
9. "Upon An Oaken Throne" – 2:49
10. "Clad In Shadows" – 2:50

Reedycja Lunar Strain & Subterranean z roku 1999 zawiera następujące dodatkowe utwory:
1. "Stand Ablaze" – 4:35
2. "Ever Dying" – 4:23
3. "Subterranean" – 5:47
4. "Timeless" – 1:46
5. "Biosphere" – 5:11
6. "Dead Eternity" – 5:02
7. "The Inborn Lifeless" – 3:22

Wersja z roku 2005 zawiera:
1. "Behind Space" – 4:54
2. "Lunar Strain" – 4:05
3. "Starforsaken" – 3:09
4. "Dreamscape" – 3:45
5. "Everlost (Part I)" – 4:16
6. "Everlost (Part II)" – 2:57
7. "Hårgalåten" – 2:26
8. "In Flames" – 5:33
9. "Upon An Oaken Throne" – 2:50
10. "Clad In Shadows" – 2:53
11. "In Flames (1993 Promo Version)" – 5:49
12. "Upon An Oaken Throne (1993 Promo Version)" – 3:05
13. "Acoustic Piece (1993 Promo Version)" – 0:38
14. "Clad In Shadows (1993 Promo Version)" – 2:47

## Twórcy
- Mikael Stanne – śpiew
- Jesper Strömblad – perkusja oraz klawisze
- Carl Näslund – gitara
- Glenn Ljungström – gitara
- Johan Larsson – bas
- Ylva Wåhlstedt – skrzypce, altówka
- Oscar Dronjak – śpiew
- Jennica Johansson – żeński śpiew